# Odeón de Herodes Ático

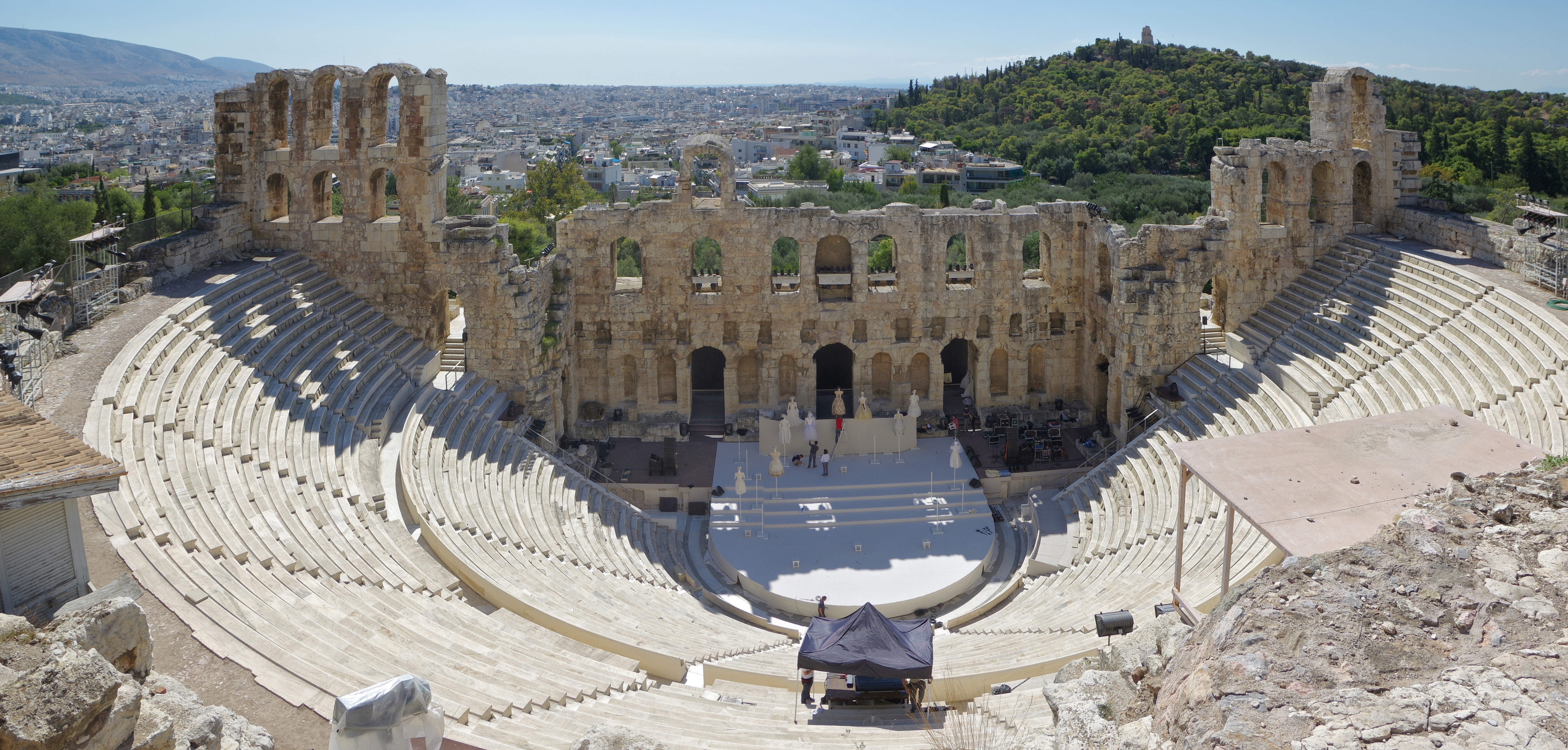
Vista del Odeón desde la Acrópolis de Atenas.

El Odeón de Herodes Ático es un edificio para audiciones musicales, erigido en el año 161 gracias a la gran fortuna del cónsul romano Herodes Ático, que lo hizo construir en memoria de su mujer, Apia Ania Regila, muerta el año anterior. 

## Descripción

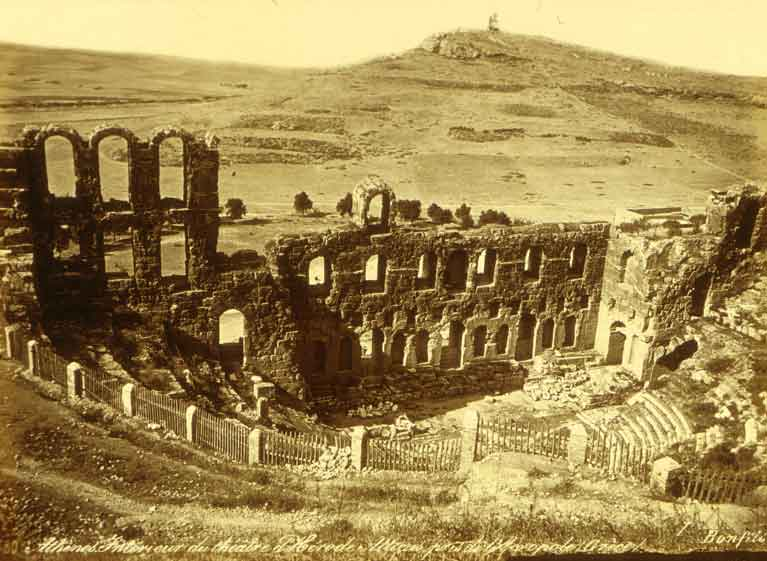
El Odeón hacia 1868-1875. Fotografía de Félix Bonfils.

Se emplazó junto al Teatro de Dioniso, en el extremo oeste de la pendiente sur de la Acrópolis de Atenas. Su construcción duró aproximadamente diez años, porque ya estaba terminado en 174, cuando Pausanias lo ve y lo describe.

Su planta es similar a la de un teatro romano, con la diferencia de que el odeón estaba cubierto. Era más bien pequeño, tenía un aforo en sus gradas para cinco mil espectadores; la población de la ciudad ascendía a unos 290.000 habitantes.
El escenario era de mármol blanco y cipolín (un tipo de mármol) y tenía una longitud de 35 metros.
La construcción fue extremadamente cara, hecho confirmado por testimonios antiguos, que mencionan la madera de cedro usada en el techo. Parece que el techo de la cávea, con 38 m de radio, no tenía soportes internos, ya que no hay rastro de tales soportes, lo que constituye un alarde constructivo, incluso hoy en día.

## Estado actual

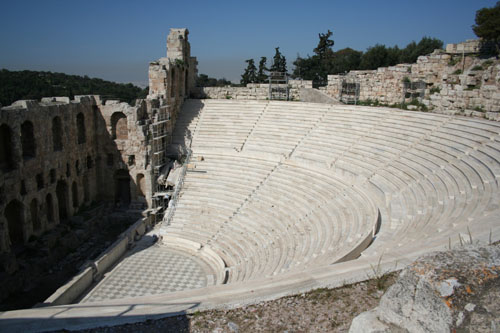
Gradas del Odeón tras su reconstrucción.

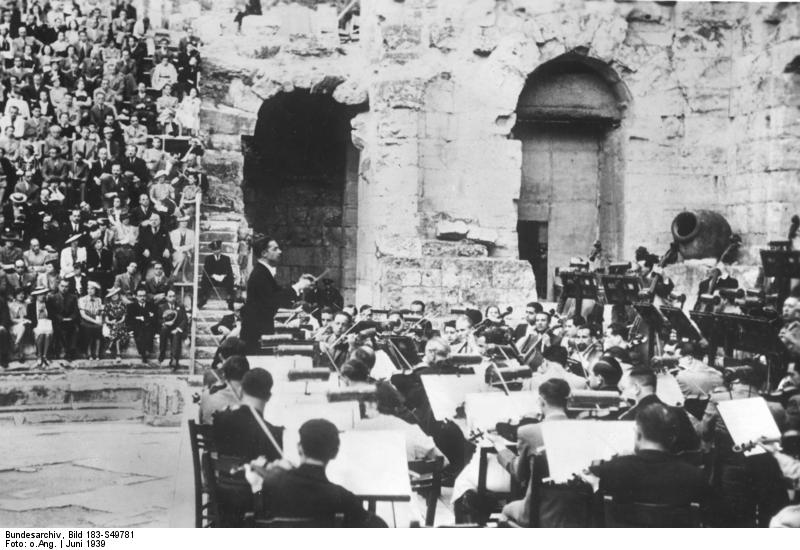
Herbert von Karajan y la Wiener Philharmoniker en el Odeón (junio de 1939).

El Odeón fue destruido en el año 267, como consecuencia de la invasión de los Hérulos. A diferencia de otros edificios que sufrieron daños, nunca fue reconstruido.
La excavación del monumento se inició a mediados del siglo XIX, por la Sociedad Arqueológica y el arqueólogo K. Pittakis, eliminando toneladas de tierra. El edificio fue restaurado en 1952-1953. Desde 1957 alberga diversos espectáculos artísticos, como conciertos, teatro, óperas y espectáculos de danza.
El Festival de Atenas se celebra allí cada año de mayo a septiembre. Este festival le ha forjado una reputación internacional. 
Entre los eventos celebrados allí destacan: el certamen Miss Universo 1973, el Yanni Live at the Acropolis de Yanni en 1993 y la actuación de Nana Mouskouri en 1984 tras 20 años de ausencia de su país.

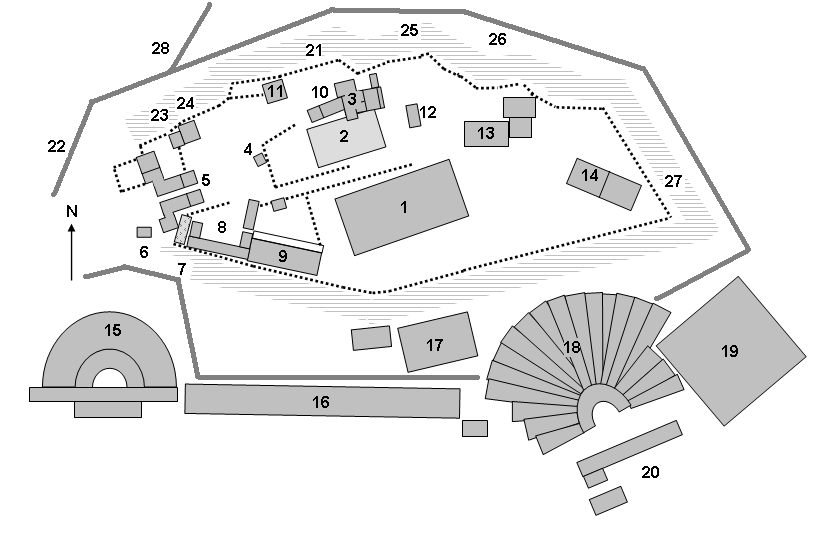
Plano de la Acrópolis de Atenas: el Odeón de Herodes Ático es el número 15.